# Cheilosia barkalovi
Cheilosia barkalovi är en tvåvingeart som beskrevs av Stahls 1997. Cheilosia barkalovi ingår i släktet örtblomflugor, och familjen blomflugor. Inga underarter finns listade i Catalogue of Life.